# Chrysodema lewisii
Chrysodema lewisii es una especie de escarabajo del género Chrysodema, familia Buprestidae. Fue descrita científicamente por Saunders en 1873.